# Stubbenkammer (Schiff, 1948)
Das Frachtschiff Stubbenkammer war ein Handelsschiff der DDR-Staatsreederei VEB Deutsche Seereederei Rostock (DSR). Es wurde im Ausland angekauft und mit konvertierbaren Devisen aus der durch das Radebeuler Unternehmen VEB Steckenpferd initiierten Steckenpferd-Bewegung bezahlt.

## Geschichte

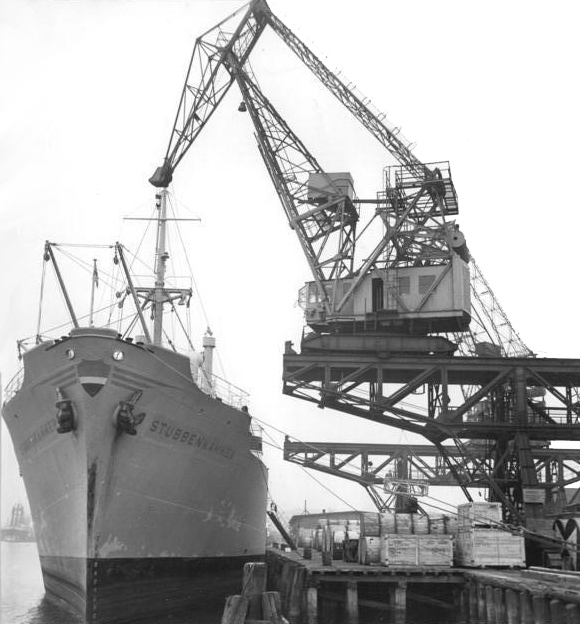
Die Stubbenkammer im Februar 1959 beim Löschen der Ladung in Rostock

Das Frachtschiff Stubbenkammer lief am 22. September 1947 als Baunummer 285 in der Werft Kockums M/V A/B in der schwedischen Hafenstadt Malmö vom Stapel. Im Januar 1948 wurde es unter dem Namen Tilia Gorthon an das Schifffahrtsunternehmen Gorthon Lines mit Sitz in Helsingborg ausgeliefert. Es war das vierte Schiff einer Serie von insgesamt vier Schiffen mit nahezu identischen Abmessungen und technischen Daten. Das Schiff besaß ein eigenes Ladegeschirr mit sechs Masten und Ladebäumen.
Im Zuge der Steckenpferd-Bewegung in der DDR wurde das Schiff im Dezember 1958 mit den bereitgestellten Devisen angekauft und am 17. Dezember desselben Jahres unter dem Namen Stubbenkammer in den Flottenbestand der Deutschen Seereederei Rostock eingereiht. Benannt wurde es nach der markanten Kreidefelsenformation Stubbenkammer auf der Insel Rügen. Erwähnenswert ist das typische Aussehen der in Skandinavien der damaligen Zeit gebauten Schiffe mit den teakholzverkleideten Brückenfronten. Das Schiff wurde überwiegend im Levanteverkehr eingesetzt.
Am 16. Februar 1964 kam es im Hafen von Piräus zu einem Ladungsbrand von etwa 1.500 Tonnen Baumwolle an Bord des Frachters. Um wenigstens das Schiff zu retten, wurde es im flachen Randbereich des Hafengewässers geflutet und auf Grund gesetzt und so der Brand gelöscht. Nach erfolgter Bergung wurde das Schiff nach Palermo überführt und dort repariert. Die Brandursache blieb ungeklärt. Aufgrund der starken Beschädigungen durch den Brand im Brückenbereich wurde die ehemals typische mit Teakholz verkleidete Brücke durch eine modernere Ausführung ersetzt. 

### Der Untergang
Am 25. November 1967 auf einer Reise von Rotterdam nach Tripoli im Libanon kollidierte das Schiff fünf Seemeilen vor Hoek van Holland (52° 1′ 0,81″ N, 4° 0′ 45,55″ O) mit dem unter britischer Flagge fahrenden Turbinentankschiff Zenatia. Die Stubbenkammer sank mit der kompletten Stückgutladung. Ein als Steward gemustertes Besatzungsmitglied kam dabei ums Leben. Die restlichen 28 Personen an Bord konnten unversehrt gerettet werden. Von April bis Mai 1968 wurde versucht das Schiff zu bergen, wobei es zerbrach und anschließend die Teile in Hendrik-Ido-Ambacht verschrottet wurden.

## Weitere Schiffe derSteckenpferd-Bewegung
- Frachtschiff Kap Arkona (Übergabedatum an die DSR: 12. November 1958)
- Frachtschiff Steckenpferd (5. Januar 1959)
- Frachtschiff Stoltera (26. Februar 1959)
- Tankschiff Rositz (28. März 1960)
- Tankschiff Schwarzheide (30. April 1960)
- Tankschiff Lützkendorf (17. Juni 1960)